# Rhytidoponera barnardi
Rhytidoponera barnardi är en myrart som beskrevs av Clark 1936. Rhytidoponera barnardi ingår i släktet Rhytidoponera och familjen myror. Inga underarter finns listade i Catalogue of Life.